# 니시테쓰오고리역
니시테쓰오고리역(일본어: 西鉄小郡駅)은 일본 후쿠오카현 오고리시에 위치한 서일본 철도 덴진오무타 선의 역이다. 역 번호는 T22이다.
오고리 시 중심부에 위치한 아마기 철도 아마기 선의 오고리 역과의 환승역이다. 오고리 역과는 연결 통로 등으로 직결이 되지 않고 100m정도 야외로 걸어가면 환승이 된다.

## 역사
- 1924년 4월 12일: 오고리역으로 영업 개시.
- 1942년 9월 22일: 니시테쓰오고리역으로 역명 변경.
- 1956년 12월 1일: 준급 후신의 로컬 급행 정차.
- 1957년: 역사 개축.
- 1959년 5월 1일: 로컬 급행을 급행으로 격상되어 급행 정차역이 됨(지금까지의 급행은 특급으로 격상).
- 1967년 3월: 승강장 과선교 설치.
- 1989년 9월 22일: 역사 개축.
- 2008년 5월 18일: IC카드 nimoca 사용 개시.
- 2010년: 엘리베이터 설치
- 2017년 2월 1일: 역 번호 도입.

## 역 구조
섬식 승강장 2면 4선의 지상역으로 서쪽 출입구가 있다, 로터리와 니시테쓰 택시 전용 주차장이 있다.

### 승강장
| 1・2 | ■ 덴진오무타 선 | 하행 | 니시테쓰쿠루메・야나가와・오무타 방면            |
| 3・4 | ■ 덴진오무타 선 | 상행 | 니시테쓰후쓰카이치・니시테쓰 후쿠오카(덴진) 방면 |

## 이용 현황
| 연도 | 1일 평균 승하차 인원 |
| ---- | -------------------- |
| 2000 | 14,117               |
| 2001 | 13,510               |
| 2002 | 13,011               |
| 2003 | 12,534               |
| 2004 | 12,414               |
| 2005 | 12,301               |
| 2006 | 12,317               |
| 2007 | 12,321               |
| 2008 | 12,325               |
| 2009 | 11,990               |
| 2010 | 11,867               |
| 2011 | 11,806               |
| 2012 | 11,640               |
| 2013 | 11,926               |
| 2014 | 11,471               |
| 2015 | 11,434               |
| 2016 | 11,320               |

## 역 주변
- 오고리 시청
- 오고리 시립 체육관
- 오고리 시 문화회관
- 오고리 경찰서
- 오고리 자동차학교
- 오고리 관아 유적

## 인접역
| 서일본 철도 ■ 덴진오무타 선                   | 서일본 철도 ■ 덴진오무타 선 | 서일본 철도 ■ 덴진오무타 선 |
| --------------------------------------------- | --------------------------- | --------------------------- |
| T19 미쿠니가오카 니시테쓰 후쿠오카(덴진) 방면 | ■ 급행                      | 미야노진 T25 오무타 방면    |
| T21 오호 니시테쓰 후쿠오카(덴진) 방면         | ■ 보통                      | 하타마 T23 오무타 방면      |